# Jörn Verleger

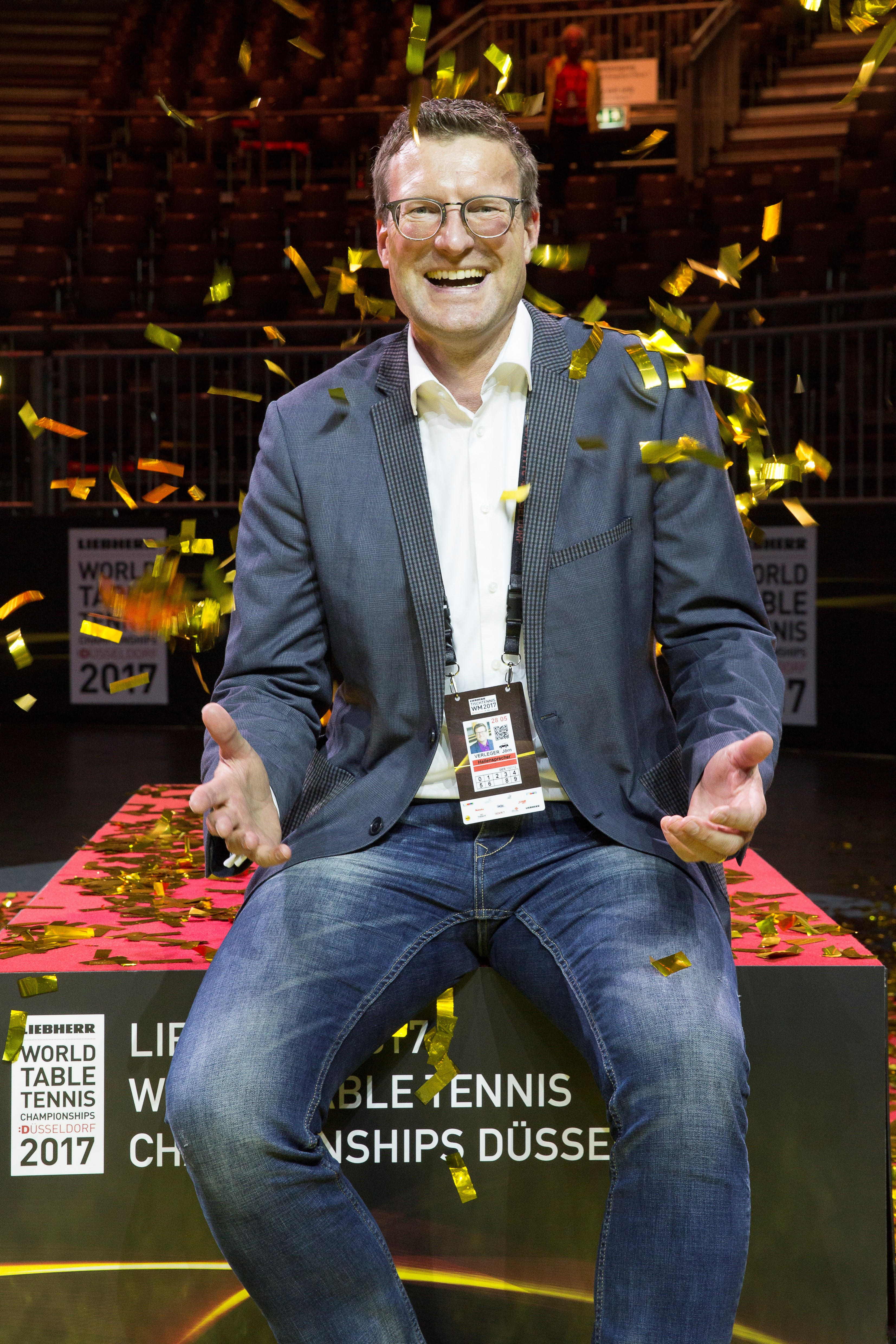
Jörn Verleger

Jörn-Torsten Verleger (* 19. März 1972 in Nürnberg) ist ein deutscher Sportfunktionär.

## Leben
Verleger wuchs in Wendelstein (Landkreis Roth) auf und war zwischen 1999 und 2003 Vorsitzender des TSV 1927 Röthenbach/St.W. Von 1993 bis 1999 war er zuvor Vereinsjugendleiter. Zwischen 1997 und 2003 war Verleger Mitglied im Vorstand des Bezirksjugendring Mittelfranken davon von 2001 bis 2003 stellvertretender Vorsitzender.
An der Universität Erlangen-Nürnberg studierte er von 1992 bis 1998 Rechtswissenschaft und erlangte den Abschluss Staatsexamen. Während des Referendariats absolvierte er 2000 Auslandsaufenthalte im EU-Büro des Deutschen Sports in Brüssel (Belgien) sowie 2001 beim Internationalen Kanuverband (ICF) in Madrid.
Von 2001 bis 2002 absolvierte Verleger den berufsbegleitender MEMOS (Master Européen en Management des Organisations Sportives)-Studiengang der Universität Lyon I in Frankreich.
Seit Oktober 2011 ist Verleger Geschäftsführer der Grünwalder Freizeitpark GmbH, einer kommunalen Sportanlage in der Nähe von München. Zuvor war er beruflich für die Deutsche Sportjugend (dsj), den Deutschen Sportbund (DSB), das Bewerbungskomitee für die Olympischen Spiele Leipzig 2012 und die Landeshauptstadt Dresden tätig.
Im August 2019 wurde er zum 6. Präsidenten in der Geschichte der International Fistball Association (Weltfaustballverband IFA) gewählt. Er ist der erste Deutsche an der Spitze der IFA. Davor war er von 2015 bis 2019 IFA Generalsekretär und zuvor Vorsitzender der IFA-Arbeitsgruppe Zukunftsentwicklung (2014–2015). Als IFA Generalsekretär und darüber hinaus bekleidete er verschiedene Positionen innerhalb der IFA, z. B. IFA-Anti-Doping-Administrator (2015–2018), IFA-Datenschutzbeauftragter (2017–2019), IFA-Competition-Manager bei den IFA-U18-Faustball-WM 2016 und beim IFA Faustball-World Tour Finale 2018. Darüber hinaus war Verleger als OK-Mitglied der IFA Faustball Frauen WM 2018 in Linz und der IFA Faustball World Tour Finals Salzburg 2019 für die Bereiche Hospitality und Catering verantwortlich.
Als Sportmanager organisiert und betreut Verleger seit den 2000er Jahren internationale Sportveranstaltungen und Sportnetzwerke, darunter die FIFA Frauen-Weltmeisterschaft 2011 in Dresden, die FIDE-Schacholympiade Dresden 2008 und mehrere ITTF-Tischtennis-Weltmeisterschaften (2006, 2012, 2017).
Er ist Vorsitzender des IWGA Anti-Doping-Gremiums (International World Games Association) und als Anti-Doping-Beauftragter für die WFDF (World Flying Disc Federation) tätig, eine ehrenamtliche Funktion, die er auch schon für die World Minigolf Sport Federation (WMF) übernommen hatte. Zudem ist er Mitglied der Parasportkommissionen der WFDF, eine Funktion in der auch schon die WSF (World Squash Federation) unterstützt hat.
Auf seiner Linkedin-Seite schreibt er "Ich bin Jahrgang 72 - also ein Olympiakind - und wer mich kennt, der weiß, dass ich Sport lebe. Persönlich eher als Hobbysportler mit Marathon, Skifahren und vielen anderen Sportarten, aber als Haupt- und Ehrenamtlicher jeden Tag und mit ganzem Herzen."
Als Mitglied im Expertenrat der Stadtgruppe München der Deutschen Olympischen Gesellschaft (DOG) organisiert er seit 2019 die Grünwalder Kamingespräche der DOG. 

## Belege
1. ↑  TSV 1927 Röthenbach bei St. Wolfgang: Geschichte. Archiviert vom Original (nicht mehr online verfügbar) am 29. Oktober 2019; abgerufen am 25. Juni 2019.  Info: Der Archivlink wurde automatisch eingesetzt und noch nicht geprüft. Bitte prüfe Original- und Archivlink gemäß Anleitung und entferne dann diesen Hinweis.
2. ↑  Artrevolver: IOC offeriert Ausbildungsmodule für Offizielle. Abgerufen am 25. Juni 2019.
3. ↑  Grünwalder Freizeitpark – Kontakt. Abgerufen am 25. Juni 2019.
4. ↑  JÖRN VERLEGER NEUER IFA PRÄSIDENT – WM 2023 IN MANNHEIM. Abgerufen am 29. September 2019.
5. ↑  Hallensprecher Marcel Piwolinski: Stimme hat man oder hat man nicht – tischtennis.de. Abgerufen am 25. Juni 2019.
6. ↑  gov.minigolfsport.com
7. ↑  Verleger Joern. Abgerufen am 26. November 2024.
8. ↑  VORSTAND DER DEUTSCHEN OLYMPISCHEN GESELLSCHAFT e.V. STADTGRUPPE MÜNCHEN. Abgerufen am 26. November 2024.

| Personendaten    | Personendaten                               |
| ---------------- | ------------------------------------------- |
| NAME             | Verleger, Jörn                              |
| ALTERNATIVNAMEN  | Verleger, Jörn-Torsten (vollständiger Name) |
| KURZBESCHREIBUNG | deutscher Sportfunktionär                   |
| GEBURTSDATUM     | 19. März 1972                               |
| GEBURTSORT       | Nürnberg                                    |